# کانی‌های سیلیکات
کانی‌های سیلیکات، گروهی از کانی‌ها هستند که از ترکیب شدن سیلیسیم، اکسیژن و یک یا چند فلز به دست می‌آیند. کانی‌های سیلیکاتی از کانی‌های مهم و فراوان در سیاره زمین هستند و حدود ۹۰ درصد پوسته زمین از آن‌ها تشکیل شده‌است. این کانی‌ها به دو دستهٔ سیلیکات‌های تیره (دارای آهن و منیزیم) و سیلیکات‌های روشن (بدون آهن و منیزیم) تقسیم می‌شوند. الیوین، پیروکسن، آمفیبول، میکای سیاه، تورمالین، تالک، سرپانتین و آزبست، نمونه‌هایی از دستهٔ نخست و کوارتز، فلدسپات، میکای سفید و کائولینیت، نمونه‌هایی از دستهٔ دوم هستند. 

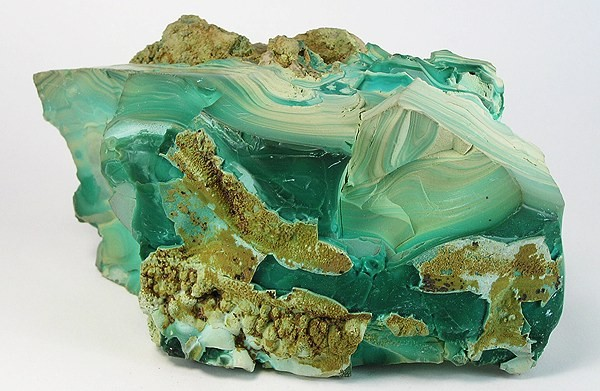
سیلیکات ورقه‌ای، کانی کریزوکل

## ساختمان عمومی

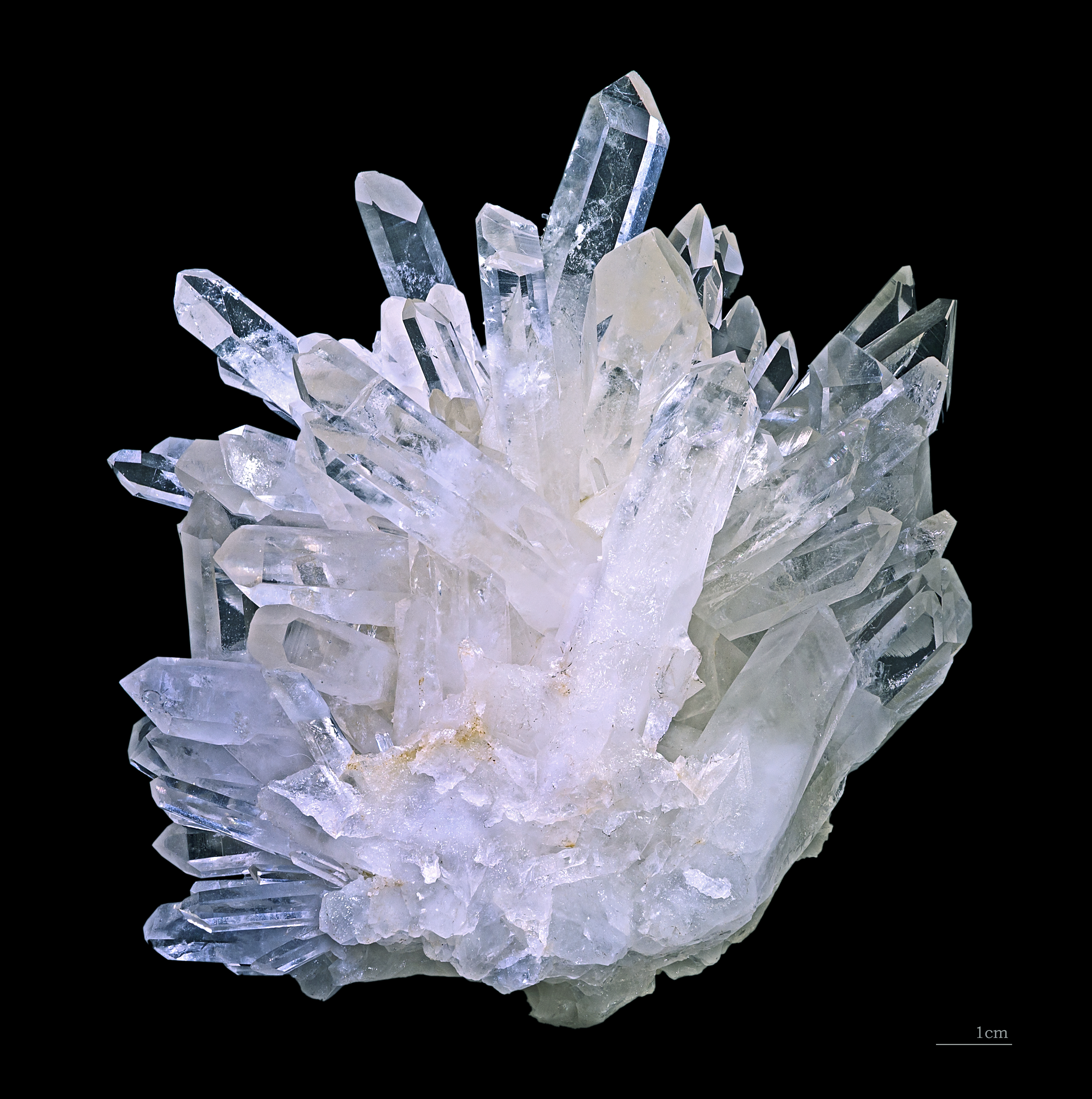
تصویری از کانی های سیلیکات در ساختمان عمومی

کوچک‌ترین واحد سازندهٔ سیلیکات‌ها به شکل یک هرم چهاروجهی است، که سطوح آن را مثلث‌های متساوی‌الاضلاع تشکیل می‌دهند.
این بنیان‌های چهاروجهی سیلیکات، بار الکتریکی منفی دارند و باید یکدیگر را دفع کنند، ولی در ساختمان بلورین کانی‌ها، این بنیان‌ها به وسیلهٔ یون‌های مثبتی چون آلومینیوم، آهن و منیزیم، طوری به یکدیگر پیوند داده شده‌اند که واحد سازندهٔ بلوری در مجموع دارای بار خنثی است. یون‌های پیوند دهندهٔ بنیان‌ها دارای اندازه و بار الکتریکی متفاوت هستند.
به‌طور کلی یون‌های تقریباً هم‌اندازه می‌توانند جانشین یکدیگر شوند (آهن و منیزیم که شعاع یونی نزدیک به هم دارند با سدیم و کلسیم که جای یکدیگر را در ساختمان بلورین کانی اشغال می‌کنند) این وضع تغییر مهمی را در ساختمان کانی به وجود نمی‌آورد.

## گروه‌های اصلی
در کانی‌شناسی، علاوه بر دسته‌بندی کانی‌های سیلیکاتی بر اساس رنگ و تیرگی یا روشنی آن‌ها، این کانی‌ها بر اساس ساختار بلوری و آنیون سیلیکاتی خود به ۷ دسته تقسیم می‌شوند:
| گروه اصلی              | ساختار شیمیایی              | فرمول شیمیایی      | مثال                        |
| ---------------------- | --------------------------- | ------------------ | --------------------------- |
| سیلیکات‌های جزیره‌ای     | isolated silicon tetrahedra | [SiO4]4−           | الیوین، نارسنگ، زیرکن       |
| سیلیکات‌های دو تایی     | چهاروجهی دو تایی            | [Si2O7]6−          | اپیدت، گروه میلیلیت         |
| سیلیکات‌های حلقوی       | حلقه‌ای                      | [SinO3n]2n−        | گروه گوشنیت، گروه تورمالین  |
| سیلیکات‌های تک‌زنجیره‌ای  | تک‌زنجیره‌ای                  | [SinO3n]2n−        | گروه پیروکسن                |
| سیلیکات‌های دو زنجیره‌ای | دو زنجیره‌ای                 | [Si4nO11n]6n−      | گروه آمفیبول                |
| سیلیکات‌های ورقه‌ای      | ورقه‌ای                      | [Si2nO5n]2n−       | میکاها و رُس‌ها               |
| سیلیکات‌های شبکه‌ای      | شبکهٔ سه‌بعدی                 | [AlxSiyO(2x+2y)]x− | کوارتز، فلدسپات‌ها، زئولیت‌ها |

## سیلیکات‌های جزیره‌ای

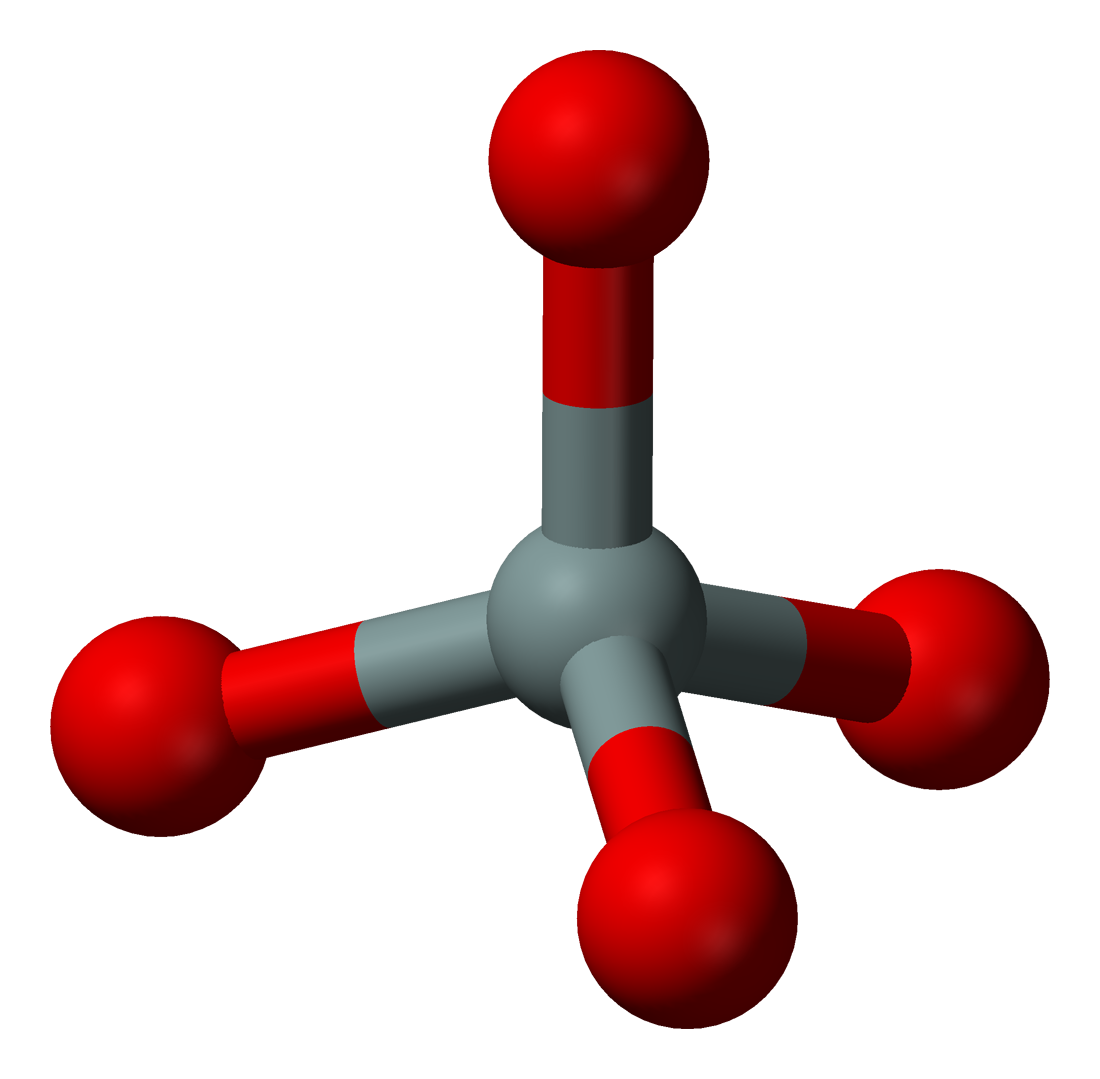
Orthosilicate anion SiO_{4}^{4−}. The grey ball represents the silicon atom, and the red balls are the oxygen atoms.

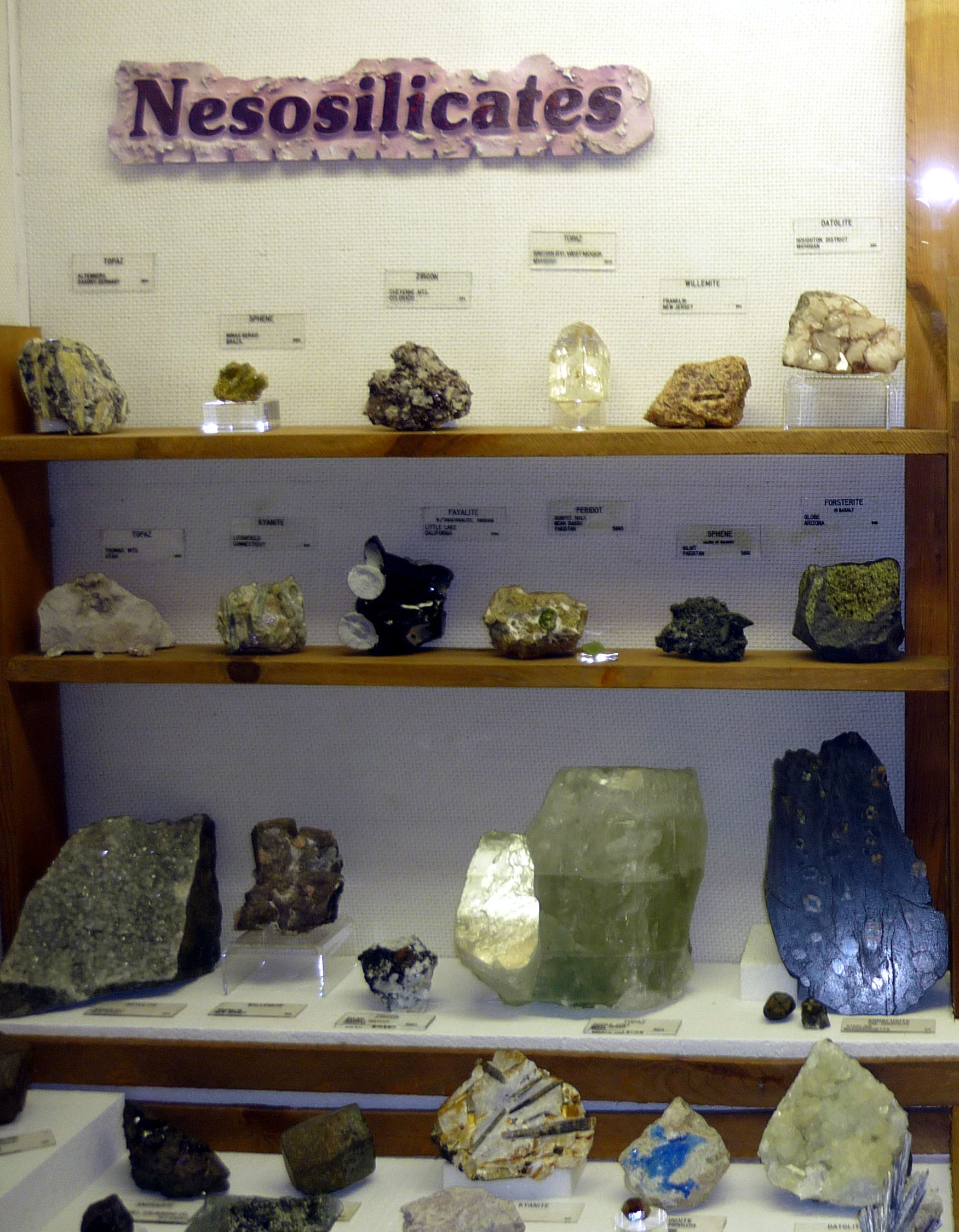
Nesosilicate specimens at the Museum of Geology in South Dakota

در سیلیکات‌های جزیره‌ای یا چهاروجهی‌های منفرد (Nesosilicates)، چهاروجهی‌های −۴ (SiO۴) به صورت تکی و مستقل می‌باشند و از چهاروجهی‌های دیگر به وسیلهٔ یون‌های فلزی جدا می‌شوند. فرمول عمومی این سیلیکات‌ها −۴ (SiO۴) یا M۲SiO۴ می‌باشد. کانی‌های الیوین از این دسته محسوب می‌شوند.
مهم‌ترین آن‌ها عبارتند از:
- گروه فناسیت
  - فناسیت - Be۲SiO۴
  - ویله میت - Zn۲SiO۴
- گروه الیوین
- گروه گارنت
  - پیروپ - Mg۳Al۲(SiO۴)۳
  - آلماندین - Fe۳Al۲(SiO۴)۳
  - اسپسارتیت - Mn۳Al۲(SiO۴)۳
  - گروسولار - Ca۳Al۲(SiO۴)۳
  - آندرادیت - Ca۳Fe۲(SiO۴)۳
  - یوواروویت - Ca۳Cr۲(SiO۴)۳
  - هیدروگروسولار
- گروه زیرکن
  - زیرکن - ZrSiO۴
  - توریت - (Th,U)SiO۴

کیانیت

- گروه سیلیکات‌های آلومین Al۲SiO۵ یا سیلیکات‌های دگرگونی
  - آندالوزیت - Al۲SiO۵
  - کیانیت - Al۲SiO۵
  - سیلیمانیت - Al۲SiO۵
  - دومورتیریت - Al۶٫۵–۷BO۳(SiO۴)۳(O,OH)۳
  - توپاز - Al۲SiO۴(F,OH)۲
  - استورولیت - Fe۲Al۹(SiO۴)۴(O,OH)۲
- گروه هیومیت
  - نوربرژیت - Mg۳(SiO۴)(F,OH)۲
  - کندرودیت - Mg۵(SiO۴)(F,OH)۲
  - هیومیت - Mg۷(SiO۴)(F,OH)۲
  - کلینوهیومیت - Mg۹(SiO۴)(F,OH)۲
- داتولیت
- تیتانیت
- کلریتوئید

## سیلیکات‌های دو تایی

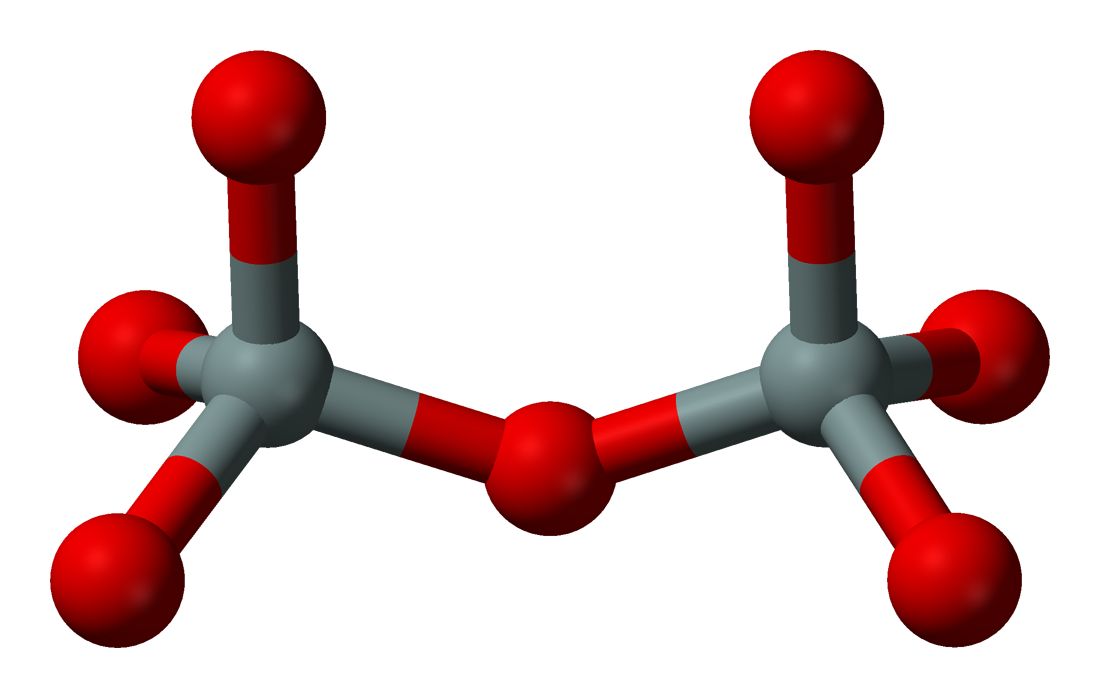
Pyrosilicate anion Si_{2}O_{7}^{6−}.

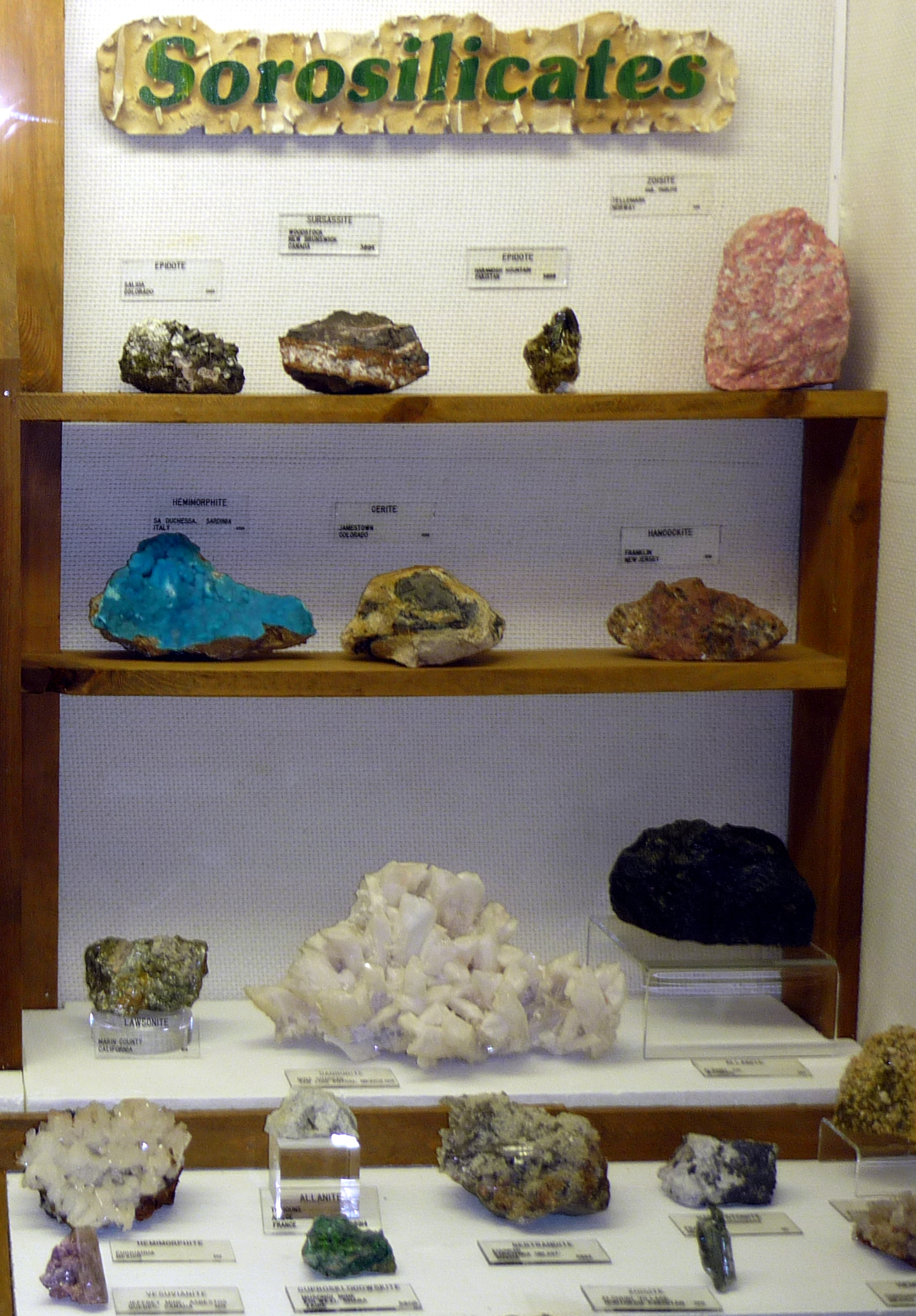
Sorosilicate exhibit at Museum of Geology in South Dakota

سیلیکات‌های دو تایی یا چهاروجهی‌های مضاعف (sorosilicates)، در این دسته از سیلیکات‌ها، چهاروجهی‌ها، با بنیان ۲ به ۲ به یکدیگر متصل شده‌اند. سیلیکات‌های دو تایی، ۶ ظرفیت آزاد دارند که به وسیلهٔ یون‌های فلزی گرفته می‌شود؛ بنیان‌های آن‌ها به شکل −6 (Si2O7) است و نسبت سیلیسیم به اکسیژن در آن‌ها ۲ به ۷ است. از کانی‌های این گروه می‌توان به موارد زیر اشاره کرد:
- همیمورفیت
- لاوسونیت
- گروه اپیدوت (شامل هر دو گروه −4 (SiO4) و −6 (Si2O7) می‌باشد)
- وزوویانیت

## سیلیکات‌های حلقوی
در سیلیکات‌های حلقوی (Cyclosilicates)، چهاروجهی‌های آن‌ها به وسیلهٔ دو گوشه به یکدیگر متصل شده‌اند و زنجیرهای بسته‌ای بین خود تشکیل داده‌اند که شبیه حلقه‌است. در این گروه نسبت سیلیسیم به اکسیژن ۱ به ۳ است، فرمول سیلیکات‌های حلقوی با ۳ عضو (سیلیسیم) به شکل −۶ (Si۳O۹)، با ۴ عضو به شکل −۸ (Si۴O۱۲) و با ۶ عضو به شکل −۱۲ (Si۶O۱۸) است به عبارت دیگر فرمول عمومی این گروه به شکل زیر است:
(SixO۳x)۲x-
سیلیکات‌های حلقوی عبارتند از:
- ۳ عضوی:
  - بنی توئیت - BaTi(Si۳O۹)
- ۴ عضوی:
  - آکسینیت - (Ca,Fe,Mn)۳Al۲(BO۳)(Si۴O۱۲)(OH)
- ۶ عضوی:
  - گوشنیت/زمرد - Be۳Al۲(Si۶O۱۸)
  - کوردیریت - (Mg,Fe)۲Al۳(Si۵AlO۱۸)
  - تورمالین - (Na,Ca)(Al,Li,Mg)۳-(Al,Fe,Mn)۶(Si۶O۱۸)(BO۳)۳(OH)۴

## سیلیکات‌های زنجیره‌ای
در سیلیکات‌های زنجیره‌ای (Inosilicates)، چهاروجهی‌ها به صورت زنجیر باز یا روبان مانند پشت سر هم واقع شده‌اند که چهاروجهی بوسیلهٔ دو گوشه با چهاروجهی‌های قبل و بعد خود مربوط می‌گردد. فرمول عمومی آن‌ها به شکل SiO3 با نسبت ۱ به ۳ است و اگر این زنجیر دوتایی (مضاعف) باشد به شکل Si4O11 با نسبت ۴ به ۱۱ خواهد بود.
سیلیکات‌های زنجیره‌ای به دو زیرشاخهٔ سیلیکات‌های زنجیره‌ای ساده و سیلیکات‌های زنجیره‌ای مضاعف تقسیم می‌شوند.

### سیلیکات‌های زنجیره‌ای ساده
در سیلیکات‌های زنجیره‌ای ساده، چهاروجهی‌ها به صورت زنجیر ساده به دنبال هم قرار دارند. مثال عمدهٔ این گروه پیروکسن‌ها و پیروکسنوئیدها است:

#### خانوادهٔ پیروکسن
- انستاتیت - سری اورتوفروسیلیت:
  - انستاتیت
  - فروسیلیت
- پیژئونیت
- دیوپسیت - سری هدنبرژیت
  - دیوپسید - CaMgSi۲O۶
  - هدنبرژیت
  - اوژیت - (Ca,Na)(Mg,Fe,Al)(Si,Al)۲O۶
- سری پیروکسن سدیم:
  - سنگ قولنج (ژادئیت) - NaAlSi۲O۶
  - ائوژیرین (آکمیت) - NaFe۳+Si۲O۶
- اسپودومن - LiAlSi۲O۶

#### خانوادهٔ پیروکسنوئید
- - ولاستونیت - CaSiO۳
  - رودونیت - MnSiO۳
  - پکتولیت - NaCa۲(Si۳O۸)(OH)

### سیلیکات‌های زنجیره‌ای مضاعف
سیلیکات‌های زنجیره‌ای مضاعف به این معنی است که در این کانی‌ها دو رشته چهاروجهی‌ها به صورت زنجیرهٔ مضاعف پشت سرهم واقع شده‌اند و با پل‌های اکسیژن به یکدیگر وصل شده‌اند. مثال عمدهٔ این گروه آمفیبول‌ها می‌باشند.

#### خانوادهٔ آمفیبول
- آنتوفیلیت
- سری کومینگتونیت
  - کومینگتونیت
  - گرونریت
- سری ترمولیت
  - ترمولیت
  - اکتینولیت
- هورنبلند
- گروه آمفیبول سدیم
  - گلوکوفان
  - ریبکیت
  - آرفودسونیت

## سیلیکات‌های ورقه‌ای
سیلیکات‌های ورقه‌ای (Phyllosilicates)، در این کانی، چهاروجهی‌های تشکیل‌دهنده، به صورت ورقه‌هایی در یک سطح قرار دارند و هر چهاروجهی بوسیلهٔ سه گوشه، به چهاروجهی مجاور خود متصل شده‌است.
فرمول کلی آن به صورت (Si2O5) یا نسبت ۲ به ۵ است.
بلورهای تمام سیلیکات‌های ورقه‌ای به صورت پهن دیده می‌شود و همگی دارای رَخ (کلیواژ) هستند. معمولاً نرم و دارای وزن مخصوص تقریباً سبک و ضعیفی می‌باشند. ترکیب شیمیایی ناپایداری دارند و معمولاً جانشینی کاتیون‌ها به جای یکدیگر در آن‌ها یک پدیدهٔ معمولی است.

### خانوادهٔ سرپانتین
سرپانتین‌ها، سیلیکات‌های ورقه‌ای آبداری‌اند که از کانی‌های منزیم‌دار تشکیل شده‌اند. گاهی هم در آن‌ها آهن (Fe) جانشین Mg می‌شود. این کانی‌ها تشکیل پلی‌مرفی را می‌دهند که مهم‌ترین آن‌ها عبارتند از: آنتی‌گوریت و کریزوتیل.
گاهی در این کانی‌ها به جای قسمتی از یون Mg یون Fe جانشین می‌شود. فرق سرپانتین‌ها با کلریت‌ها در این است که در ترکیب سرپانتین‌ها آلومینیم Al شرکت ندارد.
گریزوتیل یکی از کانی‌هایی است که تبدیل به آزبست (Asbest) یا پنبهٔ کوهی می‌شود. هر دو کانی در ساختار تک‌شیب متبلور می‌شوند. ولی ساختار بلوری آنتی‌گوریت، تک‌شیب شبیه شش‌گوشه و در کریزوتیل شبیه راست‌لوزی است.
سه مثال برتر سیلیکات‌های ورقه‌ای عبارتند از:
- آنتی‌گوریت
- کریزوتیل
- لیزاردیت

### خانوادهٔ کانی‌های رسی

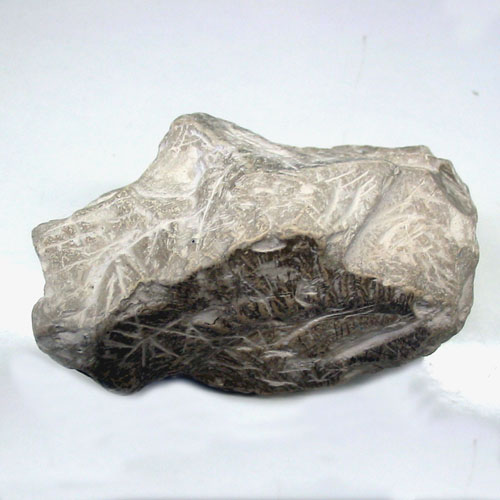
کائولینیت

- هلویزیت
- ایلیت
- کائولینیت
- مونتموریونیت
- ورمیکولیت
- تالک
- پالی‌گورسکیت
- پیروفیلیت

### خانوادهٔ میکا
- بیوتیت
- موسکویت
- فلوگوپیت
- لپیدولیت
- مارگاریت
- گلوکونیت

### خانوادهٔ کلریت
- کلریت

## سیلیکات‌های شبکه‌ای
سیلیکات‌های داربستی یا سیلیکات‌های شبکه‌ای (Tectosilicates) در این کانی‌ها چهاروجهی‌های (SiO4) بوسیلهٔ هر چهار گوش به چهار وجهی‌های مجاور خود متصل شده‌است. در نتیجه ساختمان سه بعدی دارند. بعضی چهاروجهی‌ها در سه امتداد فضایی به یکدیگر متصل می‌باشند؛ بنابراین هر اتم اکسیژن به دو چهاروجهی مجاور تعلق دارد. کانی‌های مهم این گروه در زیر نوشته شده‌است.

### خانوادهٔسیلیس

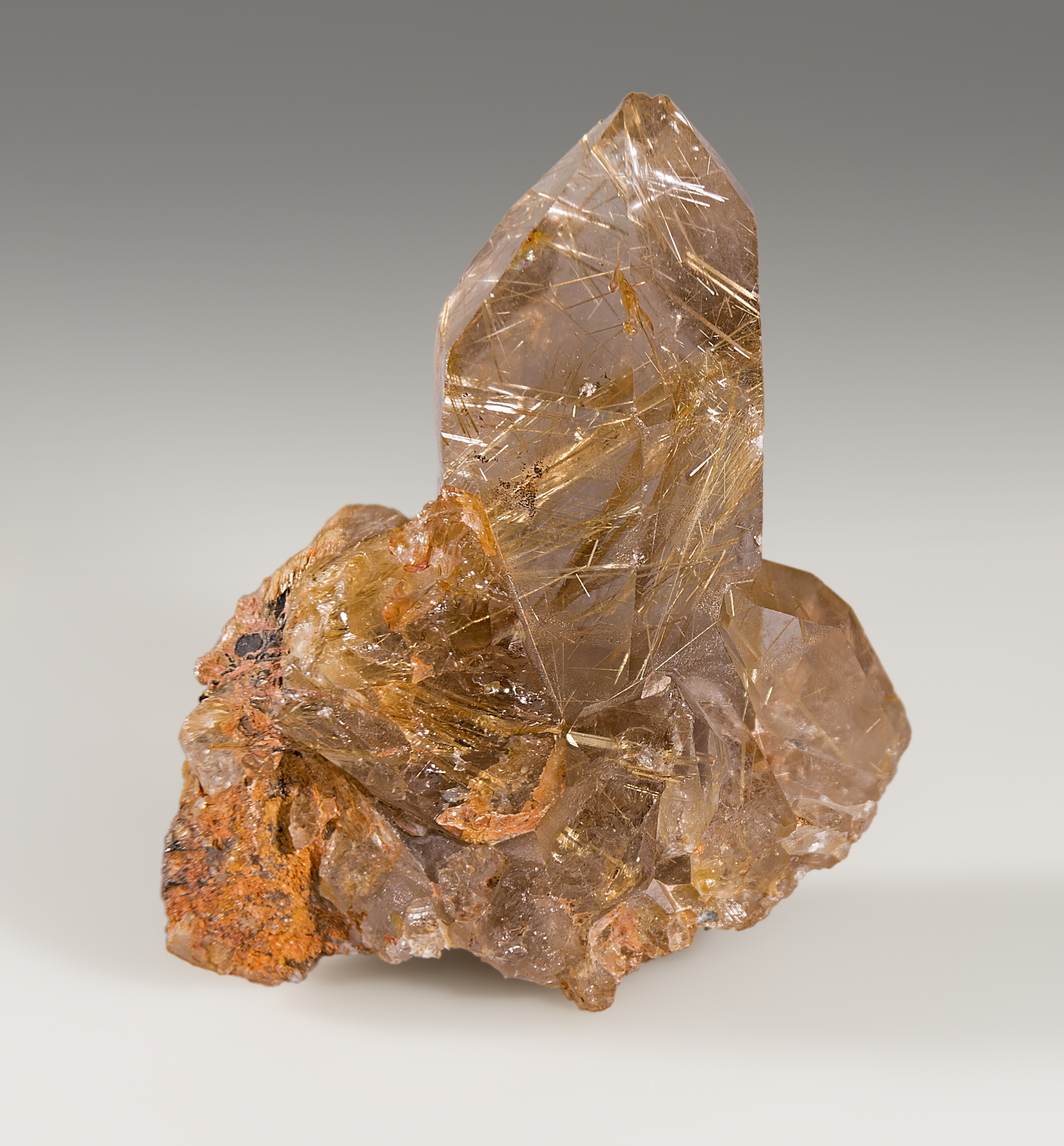
کوارتز

- کوارتز
- تری دیمیت
- کریستوبالیت
- هالیت

### خانوادهٔ فلدسپار
- فلدسپارهای آلکالی
  - فلدسپارهای پتاسیم
    - میکروکلین
    - سنیدین
    - اورتوکلاز

  - انورتوکلاز

### خانوادهٔ پلاژیوکلاز
- آلبیت
- اولیگوکلاز
- آندزین
- لابرادوریت
- بیتونیت
- آنورتیت

### خانوادهٔ فلدسپاتوئید
- نوزان
- کانکرینیت
- لوسیت
- نفلین
- سودالیت
  - هائونین
- لازوریت

### خانوادهٔ زئولیت
- ناترولیت
- شابازیت
- هولاندیت
- استیلبیت

### خانوادهٔ اسکاپولیت
- ماریالیت
- میونیت

دیگر کانی‌های این گروه عبارتند از آنالسیم و پتالیت.